# Rancho Rei
O Rancho Rei (em inglês: King Ranch) é a maior fazenda dos Estados Unidos. Em cerca de 825.000 acres (aprox. 3,340 km2) é maior que o estado de Rhode Island e o país de Luxemburgo. É principalmente uma fazenda de gado.
A fazenda está localizada no sul do Texas, entre Corpus Christi e Brownsville, adjacente a Kingsville. Foi fundada em 1853 pelo capitão Richard King e Gideon K. Lewis. Inclui partes de seis condados do Texas; a maior parte de Kleberg e muito de Kenedy, com porções que se estendem até os condados de Brooks, Jim Wells, Nueces e Willacy.
1. ↑  «Hunting». King Ranch. Consultado em 27 de julho de 2016
2. ↑  «Showdown at Waggoner Ranch». Janeiro de 2004. Consultado em 27 de julho de 2016